# Loilubo
Loilubo (Loilubu) ist ein osttimoresischer Suco im Verwaltungsamt Vemasse (Gemeinde Baucau).

## Geographie
Vor der Gebietsreform 2015 hatte Loilubo eine Fläche von 22,24 km². Nun sind es 19,75 km². Der Suco Loilubo liegt im Osten des Verwaltungsamts Vemasse. Nordwestlich liegt der Suco Uato-Lari und westlich der Suco Ossouala. Im Nordosten grenzt Loilubo an das Verwaltungsamt Baucau mit seinem Suco Gariuai und im Osten und Südosten an das Verwaltungsamt Venilale mit seinen Sucos Uma Ana Ico, Baha Mori und Fatulia. Durch den Süden des Sucos fließt der Fluss Vemasse mit seinen Nebenflüssen Suni und dem hier entspringenden Cuho.
Die größeren Siedlungen liegen im Norden des Sucos. Der größte Ort ist Uaidau (Waidau). Nördlich liegt Nunoti, südlich Caitaranau (Cai Tara Nau). In Waidau befinden sich eine medizinische Station und die Grundschule Escola Primaria Loilubo.
Im Suco befinden sich die drei Aldeias Caitaranau, Nunoti (Nuno-Ti) und Uaidau (Uai-Dau).

## Einwohner
Im Suco leben 1.311 Einwohner (2022), davon sind 654 Männer und 657 Frauen. Im Suco gibt es 207 Haushalte. Über 95 % sprechen als Muttersprache den „Bergdialekt“ des Waimaha, das zu den Kawaimina-Sprachen gehört. Sie sind als Nationalsprache Osttimors anerkannt. Kleine Minderheiten sprechen Tetum Prasa, Galoli oder das ebenfalls zu den Kawaimina-Sprachen gehörende Kairui.

## Geschichte
In Loilubo gab es Ende 1979 ein indonesisches Lager für Osttimoresen, die zur besseren Kontrolle von den Besatzern umgesiedelt werden sollten.

## Politik
Bei den Wahlen von 2004/2005 wurde Abílio Belo zum Chefe de Suco gewählt. Bei den Wahlen 2009 gewann Liborio António dos Santos und 2016 Angelo da Costa Freitas. 2023 gewann Joanico da Costa Freitas die Wahl.
2023 wurden als Chefe de Aldeias gewählt: Pascoal de Sousa Correia (Caitaranau), Aquilis Gregorio de Fatima (Nunoti) und Nicolau da Conceição Costa (Uaidau).